# جیمز هورنر
جـِیمز روی هورنر (به انگلیسی: James Roy Horner) (زادهٔ ۱۴ اوت ۱۹۵۳ – درگذشته ۲۲ ژوئن ۲۰۱۵) آهنگساز و رهبر ارکستر آمریکایی بود. او از آهنگسازان تحسین‌شده و موفق سینمای هالیوود به‌شمار می‌آید. در طول دوران فعالیتش برای بیش از یکصد اثر سینمایی موسیقی ساخت؛ نامزد دریافت ده جایزه اسکار بود و شش جایزه گرمی دریافت کرد. او برای موسیقی متن و ترانه فیلم پرهزینهٔ تایتانیک موفق به دریافت دو جایزه اسکار شد. موسیقی فیلم‌های بیگانه‌ها، آپولو ۱۳، شجاع‌دل، ذهن زیبا، خانه‌ای از شن و مه، تروآ، و آواتار از ساخته‌های اوست.

## زندگی و حرفه
هورنر در ۱۹۵۳ در شهر لس آنجلس واقع در ایالت کالیفرنیا در آمریکا به دنیا آمد. او پیانو را از پنج سالگی شروع کرد گرچه بعدها خود را پیانیست خوبی نمی‌دانست. تحصیلاتش را در کالج سلطنتی موسیقی لندن، دانشگاه جنوبی کالیفرنیا و دانشگاه کالیفرنیا در لس آنجلس به اتمام رساند و در ۱۹۷۹ فعالیت سینمایی خود را با ساخت موسیقی برای فیلم بانوی سرخ‌پوش آغاز کرد. در ۱۹۸۵ برای نخستین بار برای فیلم بیگانه‌ها نامزد دریافت جایزه اسکار بهترین موسیقی متن گردید. هورنر موفق شد برای فیلم‌های کارگردانان شناخته‌شده‌ای چون جیمز کامرون، استیون اسپیلبرگ، جرج لوکاس و ران هاوارد موسیقی بسازد. وی تا پایان دوران زندگیش از معدود آهنگسازانی بود که برای دو فیلم از پرفروش‌ترین فیلم‌های تاریخ سینما (تایتانیک و آواتار) موسیقی نوشت.
از خصوصیات بارز آثار هورنر اهمیت به محتوای فولکلور یک فیلم در گسترش موسیقی آن است. این خصیصه در ساختار ملودیک، سازبندی و جلوه‌های صوتی برخی از آثار او مانند شجاع‌دل، نقاب زورو، آپوکالیپتو و غیره، قابل توجه است. بهره‌گیری از حال و هوای موسیقی بومی اروپای غربی، اصوات الکترونیک، و تلفیق آن با کُر و ارکستر با حضور پر رنگ سازهای بادی از ویژگی‌های آثار اوست.
از نقاط بارز و موفقیت‌آمیز دوران کاری او فروش ۲۷ میلیون نسخه از موسیقی فیلم تایتانیک بود که عنوان پرفروش‌ترین آلبوم موسیقی فیلم در تاریخ سینما را به خود اختصاص داد. او نامزد دریافت ده جایزه گلدن گلوب نیز بود و دو بار این جایزه را برای فیلم تایتانیک دریافت کرد؛ همچنین نامزد دریافت سه جایزه بفتا برای موسیقی شجاع‌دل، تایتانیک، و آواتار بود اما موفق به دریافت هیچ‌کدام نشد.

## درگذشت
در صبح روز دوشنبه ۲۲ ژوئن ۲۰۱۵، جیمز هورنر در حالی که با هواپیمای تک موتوره شخصی خویش بر فراز جنگل ملی لس پادرس در شمال سانتا باربارا پرواز می‌کرد دچار سانحه شد و درگذشت. وی در هنگام مرگ ۶۱ سال سن داشت. در ابتدا هویت خلبان برای نیروهای امدادی مجهول بود؛ اما تحقیقات بعدی و تأیید «سیلویا پاتریشیا»، دستیار وی، به تعیین هویت جیمز هورنر کمک کرد. پس از این سانحه، سلن دیون، خواننده ترانهٔ موفق فیلم تایتانیک، درگذشت وی را تکان‌دهنده توصیف کرد و نوشت: «ما مهربانی او و ذوق فوق‌العاده‌اش که کار هنری من را دگرگون ساخت برای همیشه در یاد خواهیم داشت».

## گزیده فیلم‌شناسی
- بانوی سرخ‌پوش (۱۹۷۹)
- دست (۱۹۸۱)
- ۴۸ ساعت (۱۹۸۲)
- متصدی لباس (۱۹۸۳)
- شاهد (۱۹۸۳)
- کماندو (۱۹۸۵)
- بیگانه‌ها (۱۹۸۶)
- کاپیتان ئی‌او (۱۹۸۶)
- نام گل سرخ (۱۹۸۶)
- بید (۱۹۸۸)
- سرزمین رؤیاها (۱۹۸۹)
- عزیزم، بچه‌ها را کوچک کردم (۱۹۸۹)
- پیله (۱۹۸۵)
- داغ سرخ (۱۹۸۸)
- پدر (۱۹۸۹)
- ۴۸ ساعت دیگر (۱۹۹۰)
- شیادان (۱۹۹۲)
- افسانه‌های خزان (۱۹۹۴)
- آپولو ۱۳ (۱۹۹۵)
- شجاع‌دل (۱۹۹۵)
- جومانجی (۱۹۹۵)
- جید (۱۹۹۵)
- خون‌بها (۱۹۹۶)
- شجاعت در زیر آتش (۱۹۹۶)
- تایتانیک (۱۹۹۷)
- متعلق به شیطان (۱۹۹۷)
- نقاب زورو (۱۹۹۸)
- تاثیر عمیق (۱۹۹۸)
- مرد دویست ساله (۱۹۹۹)
- چگونه گرینچ کریسمس را دزدید (۲۰۰۰)
- آیریس (۲۰۰۱)
- ذهن زیبا (۲۰۰۱)
- دشمن پشت دروازه‌ها (۲۰۰۱)
- گم‌شده (۲۰۰۳)
- فراتر از مرزها (۲۰۰۳)
- خانه‌ای از شن و مه (۲۰۰۳)
- رادیو (۲۰۰۳)
- تروآ (۲۰۰۴)
- فراموش شده (۲۰۰۴)
- بر جدید (۲۰۰۵)
- نقشه پرواز (۲۰۰۵)
- افسانه زورو (۲۰۰۵)
- آپوکالیپتو (۲۰۰۶)
- همه مردان پادشاه (۲۰۰۶)
- ماجراهای اسپایدرویک (۲۰۰۸)
- پسری در پیژامه راه راه (۲۰۰۸)
- آواتار (۲۰۰۹)
- بچه کاراته‌کار (۲۰۱۰)
- مرد عنکبوتی شگفت‌انگیز (۲۰۱۲)

## ترانه‌ها
- «قلب من ادامه خواهد داد»
- «بیا درباره عشق حرف بزنیم»